# Graphidessa venata
Graphidessa venata là một loài bọ cánh cứng trong họ Cerambycidae.